# جکسون اروین
جکسون اروین (انگلیسی: Jackson Irvine؛ زادهٔ ۷ مارس ۱۹۹۳) بازیکن فوتبال اهل استرالیا است.
از باشگاه‌هایی که در آن بازی کرده‌است می‌توان به باشگاه فوتبال سلتیک و باشگاه فوتبال کیلمارنوک اشاره کرد.